# La Porte de l'enfer (roman)
Pour les articles homonymes, voir La Porte de l'enfer (homonymie).
La Porte de l'enfer est le second tome de La Guerre des démons, série de fantasy écrite par Raymond Elias Feist.
Le livre est sorti le 23 septembre 2011 aux éditions Bragelonne.

## Résumé
Le magicien Belasco, avec l'aide des démons et de leurs esclaves, érige sur Midkemia une forteresse qui est en fait un portail relié à la dimension démoniaque. Le Conclave des Ombres se lance dans une quête afin de mieux connaître les démons et leurs plans pour Midkemia.

## Personnages
Les personnages principaux sont :
- Pug
- Magnus
- Amirantha, warlock démoniste
- Belasco, sorcier maléfique et frère d'Amirantha
- Brandos
- James Dasher Jamison
- Sandreena, chevalier-inflexible de l'ordre du Bouclier
- Gulamendis, démoniste Taredhel
- Laromendis, illusionniste Taredhel
- Kaspar d'Olasko
- Dahun, Roi-Démon